# Euphorbia quadrangularis
Euphorbia quadrangularis är en törelväxtart som beskrevs av Ferdinand Albin Pax. Euphorbia quadrangularis ingår i släktet törlar, och familjen törelväxter. Inga underarter finns listade i Catalogue of Life.